# ビバリーヒルズ高校白書
『ビバリーヒルズ高校白書』（ビバリーヒルズこうこうはくしょ）、『ビバリーヒルズ青春白書』（ビバリーヒルズせいしゅんはくしょ）は、アメリカ合衆国のスペリング・テレビジョンが制作し、FOX系列で放映された青春テレビドラマ。1990年から2000年まで放送された。略称はビバヒル。
原題は 『Beverly Hills, 90210』（90210 はアメリカのビバリーヒルズの郵便番号）。邦題の『ビバリーヒルズ高校白書』はビバリーヒルズの高校（「ウェストビバリーハイスクール」という架空の高等学校）での生活を描いたシーズン1 - 3にあたり、カリフォルニア大学へ入学してからのストーリーを描いたシーズン4 - 10は『ビバリーヒルズ青春白書』としている。

## 概説
ストーリーは、寒冷なミネソタ州ミネアポリスで暮らしていた中流家庭が、温暖で華やかな、上流家庭が多く住むカリフォルニア州ビバリーヒルズに引っ越したことから、双子の高校生兄妹がウェストビバリーハイスクールに転校するところから始まる。主人公の双子とその友人たちとの思春期から青年期にかけての恋愛、悩み、離婚・再婚や複雑な家庭事情、ドラッグ・銃・自殺・人種差別などの現代のアメリカ合衆国を象徴する社会問題と葛藤を描いた点が、リアルなアメリカの若者像として評価を受け、世界的に人気を呼んだ。製作終了後も再放送が繰り返されるなど、ティーンドラマの伝説となっており、特に『高校白書』の評価は高く、アメリカではブレンダ役のシャナン・ドハーティーが出演したシーズン4までを「ブレンダ・イヤーズ」と呼び、シーズン4までのみ再放送する放送局もあった。日本でも当時大ブームを巻き起こした。ティーン向け女性ファッション雑誌では、登場人物の着る西海岸風のアメリカンカジュアルな服装が多く取り上げられ、現在のセレブカジュアル風の着こなしは、一時は『ビバカジ』と称され流行していた。また日本語吹き替え版ではセリフの独特な言い回しや決まり文句（「ちょい待ち」「やっこさん」「 - でやんす」「ワーオです」など）が個々のキャラクターの個性を際立たせ、この作品を特徴付ける一要素となっている。スウェーデンでは、ドラマの人気絶頂期とも言うべき1992年から1994年にかけて、ブランドンとディランという二大登場人物の名が、新生児の名前として突然ポピュラーになったことさえある。
複数のスピンオフが誕生している。1992年放送開始の『メルローズ・プレイス』や、そのスピンオフの『モデル・エージェンシー／女たちの闘い』の他、本作の続編として2008年から2013年まで制作・放映された『新ビバリーヒルズ青春白書』、そして、2009年開始の『メルローズ・プレイス』の続編がある。また、本作終了直後の2000年には、ビバヒルを皮肉った楽屋落ち物語として話題になった『グロス・ポイント』（ダレン・スター製作）も放送された。
日本での放送はNHK衛星第2テレビにて先行放送し、放送できるストックが溜まるまで休止と再開を繰り返す。1995年春からは地上波NHK教育テレビで日曜深夜に1話からレギュラー放送を開始。1996年春の第52話からはNHK総合テレビの金曜深夜に移って放送された。季節ごとに平日深夜に一挙再放送というサイクルで展開していた。VHSでは傑作エピソード集を数本発売し、放送完結後に1巻2話収録で高額なVHS/DVDが発売開始したがシーズン2で打ち切り。その後DVDBOXが全シーズン発売され、DVDBOX完結直後に総額1/3ほどの廉価DVDBOXも発売された。
2019年8月7日にシリーズ最新作となる『ビバリーヒルズ再会白書』をアメリカ・FOXテレビにて放送。日本では動画配信サイトのHuluにて同年12月24日から独占配信する。2020年にWOWOWで放送された。

## 主な登場人物

### 主要人物

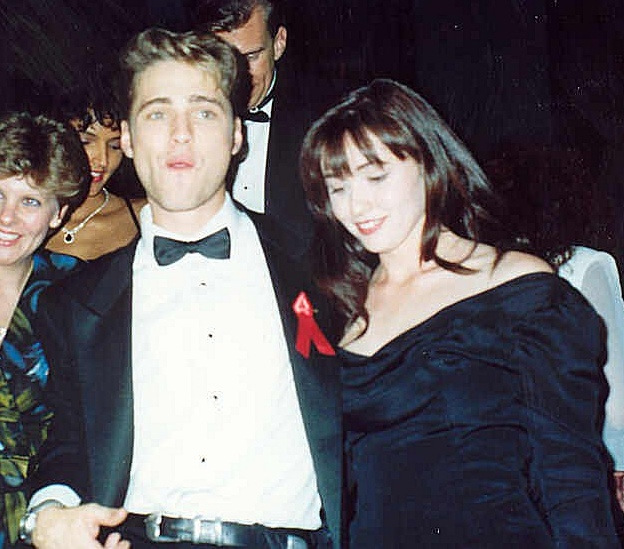
1991年8月のエミー賞授賞式に出席したブランドン役のジェイソン・プリーストリー（左）とブレンダ役のシャナン・ドハーティー

ブランドン・ウォルシュ (Brandon Walsh)
演 - ジェイソン・プリーストリー、日本語吹替 - 中原茂
登場：シーズン1 - 9
ブレンダとは双子の兄妹。スコットランド系プロテスタントの公認会計士 である父親ジムと母親シンディの息子。新聞部に在籍し、融通は利かないが、正義感の強い優等生的存在。目移りしやすいタイプで多くの登場人物と恋に落ちるが、一話完結で終わる場合がほとんど。シーズン5ではケリーにプロポーズするが断られる。シーズン7でケリーと復縁し結婚寸前までいくが、再度別れてしまう。真面目な性格だがアルコールに弱く、ギャンブルに手を出すことも。スポーツは見るのもやるのも賭けるのも大好き。ダンスが大の苦手。シーズン8でスティーブとともに新聞社「ビバリー・ビート」を興す。その後、ニューヨーク・クロニクルのワシントン支局からオファーを受けワシントンへと旅立っていった。シーズン10の最終回ではビデオレターの中で少しだけ姿を見せた。
ブレンダ・ウォルシュ (Brenda Walsh)
演 - シャナン・ドハーティー、日本語吹替 - 小金澤篤子
登場：シーズン1 - 4 / 新ビバリーヒルズ青春白書
ブランドンと双子の兄妹。愛するディランに処女を捧げたが、ディランがケリーと恋に落ちたため、三角関係に陥いる。信念や思い込みの強い性格であり、定期的にトラブルを起こすため、末期は父親から「今度はなんだ？」という目で見られるようになる。また感化されやすい性格でもある。ディランと破局後はスチュワートという男性と婚約するが後に解消した。
ブランドンの代打としてピーチ・ピットでバイトした頃から演技の才能を開花させはじめ、大学のオーディションでは様々な悪意や苦難を乗り越えつつも主役を獲得する。そしてオーディションの舞台の演出家であるランドールから薦められて、夏休みの3ヶ月間、ロンドンの演劇学校の講習に参加することになる。その後、演劇学校で優秀な成績を納めて本格的に留学することになった。しばらくして同じくビバリーヒルズを離れたディランとロンドンで一緒に生活している事が判明するが再び破局した。ビバリーヒルズを離れた後は劇中姿を見せなかったが、登場人物たちの口からブレンダの近況が語られたり、ブレンダから手紙が届いたりする事が何度かあった。
ケリー・テイラー (Kelly Taylor)
演 - ジェニー・ガース、日本語吹替 - 松本梨香
登場：全シーズン / 新ビバリーヒルズ青春白書
元モデルの母親を持ち、本人もスプリングクイーンやミスウエストビバリーに選ばれるほどの美人。異性に人気があり、最初はデビッドもケリーを追っかけていた。初期は金持ちの不良少女的なキャラクターだった。鼻を整形している。その後、母親がアルコール依存症である事や、初体験がデートレイプである事が明らかになり、次第に人格が変化していく。高校白書では当時ブレンダと付き合っていたディランと浮気してしまう。その結果、ブレンダからディランを略奪する形になり、この事でケリーとブレンダの友情がいったん壊れた形になる。青春白書でディランと破局、その後はブランドンと恋仲になり、その後紆余曲折を経て婚約。結婚式直前までいくものの、迷いが生じブランドンとも破局した。
大火事に巻き込まれ、その影響で新興宗教にハマったり、当時付き合っていた恋人の影響でコカイン中毒になるなど問題を起こすことが多い。シリーズ後半では車上狙いに撃たれ記憶喪失になったり、レイプ被害に遭うなど壮絶な体験を重ねてきた。シーズン9ではビバリーヒルズに戻ってきたディランと、当時付き合っていたマットとの間で揺れ動くが、結果的にはディランとヨリを戻してシリーズは終了した。
ディラン・マッケイ (Dylan McKay)
演 - ルーク・ペリー、日本語吹替 - 小杉十郎太
登場：シーズン1 - 6、9 - 10
アイルランド系。父親がマフィアと通じており、それが原因で波乱の人生を送ることになる。ダーティなイメージで、一匹狼的存在。ブランドンとは親友。サーフィンを好む。父の遺産を相続して大富豪になるも、詐欺師に騙されて無一文に転落し酒やドラッグに溺れる。しかしバレリーの協力を得て財産を取り戻す。高校時代にブレンダと付き合うが、ブレンダのフランス留学中にケリーと急接近し、三角関係になる。シーズン5ではケリーをブランドンと取り合う。父親を殺したマフィアのボスであるアンソニー・マルシェットの娘、トニーと恋に落ち結婚するが、直後にアクシデントから彼女を殺されてしまう。トニーの死後L.Aを去る。L.Aを去ってからはブレンダとロンドンで暮らしていたがまたもや破局。3年後（シーズン9）、ビバリーヒルズに帰ってくるがトニーの死のショックを引きずっており、トラブルを起こす。ケリーに未練があり、結果的にはケリーとヨリを戻すことになった。
スティーブ・サンダース (Steve Sanders)
演 - アイアン・ジーリング、日本語吹替 - 堀内賢雄
登場：全シーズン
有名な女優を母親に持ち、明るい性格でひょうきんな存在。憎めないキャラクターだが、カンニング事件やハッカー騒動を起こして退学になりかけるなどの問題を起こす。クレアに勉強を見てもらっているうちにお互い気になりだし、付き合うが後に破局。大学卒業後、父親の支援でブランドンと新聞社を興すことになる。その後、新聞社の同僚のジャネットと肉体関係だけの付き合いをしていたが、妊娠してしまう。その後、本当は愛し合っているということに気づき、結婚する。
アンドレア・ザッカーマン (Andrea Zuckerman)
演 - ガブリエル・カーテリス、日本語吹替 - 水谷優子→土井美加（再会白書）
登場：シーズン1 - 5
ブランドンとは高校の新聞部の同僚。ブランドンに長らく憧れの気持ちを抱く。ブランドンも彼女といいムードになることもあったが、結局関係を持つことはなかった。ユダヤ系で、貧しい地区から密かに越境入学している成績優秀な努力家。大学在学中にジェシーの子供を妊娠し、結婚する。シーズン5を最後に引越しをしてビバリーヒルズを離れるが、その後も何回か登場、ジェシーとの関係が悪化し離婚を考えているとブランドン達に話した。
ドナ・マーティン (Donna Martin)
演 - トリ・スペリング、日本語吹替 - 安達忍
登場：全シーズン / 新ビバリーヒルズ青春白書
初期は母親役が別人だったり、言動がややハスっぽかったが、設定が固まってからは思いやりのあるピュアな少女になった。医師(Michael Durrell)の娘だが学習障害児だった。厳格なカトリックの家庭の出で、結婚まで処女を守り通すことを固く心に誓っている。母親のフェリースは、デビッドと交際することに反対しており、何度も対立する場面がある。レイと交際するも破局。大学卒業をきっかけに、大きな決意を固めデビッドと一夜を共にする。その後、ノアと付き合う。高校時代からファッションの面で才覚があり、シリーズ終盤では自らのブランドを興すまでになる。最終回では、デビッドと結婚する。
デビッド・シルバー (David Silver)
演 - ブライアン・オースティン・グリーン、日本語吹替 - 佐々木望
登場：全シーズン
ブランドンらとは1学年下の弟分的存在。親友スコットの死を乗り越え、飛び級してブランドンらと一緒に卒業する。放送部在籍でDJ志望。歯科医師である父メルがケリーの母と再婚したため、あこがれだったケリーと義理の姉弟になる。アンドレア同様にユダヤ系。吹き替え版では台詞が敬語になり、ケリーを「姉上」と呼ぶ。また感嘆詞まで「ワ〜オです」になる。「ドナちゃんワァオです」は番組を代表する名台詞として有名。初期こそ三枚目で陽気な脇役の彼だったが、薬物トラブルや自身の浮気など様々なトラブルを乗り越え、後半は非常にクールな人物になっていく。高校時代ドナと初めて付き合い、大学時代はクレアと付き合い、その後はバレリーとも付き合う。シリーズ最終回は彼とドナの結婚で幕を閉じた。
ナタニエル・ブシッチオ (Nat Bussichio)
演 - ジョー・E・タタ、日本語吹替 - 広瀬正志（高校白書）、星野充昭（青春白書）
登場：全シーズン
登場人物たちの溜まり場であるダイナー「ピーチピット」の店長。通称「ナットさん」。イタリア系。もともと医師志望だが、軍隊の料理人や役者という経歴持つ。ブランドンたちの良き理解者であり、父親的存在とも言える人生の先輩。このドラマ共通の現象として、店の設定がコロコロ変わる。シーズン6には昔、役者時代に付き合っていた恋人と再会し、結婚をして、子供までもうける。
ジム・ウォルシュ
演 - ジェームズ・エックハウス、日本語吹替 - 朝戸鉄也
登場：シーズン1 - 5
ブレンダとブランドンの父親、会計士をやっておりディランの財産管理を任されている。基本的に彼の進言はすべて正論であるゆえ頑固だが、信念をもった口論で怒鳴り出す性格は子供たちに強く遺伝している。頭髪の薄さから老けて見られがちだが、番組開始当時のジェームスの実年齢は35歳である。シーズン5を最後にシンディとともに香港へ旅立つ。その後もVTR出演などを含め、何回か登場する。
シンディ・ウォルシュ
演 - キャロル・ポッター、日本語吹替 - 一城みゆ希
登場：シーズン1 - 5
ブレンダとブランドンの母親。模範的な中流の母親であり、ウォルシュ家の良心そのもの。ブランドンの学友からも慕われていた。ジムと同じくシーズン5を最後に香港へ旅立つが、その後何回かゲストとして登場している。

### 青春白書から出演
バレリー・マローン (Valerie Malone)
演 - ティファニー＝アンバー・ティッセン、日本語吹替 - 日野由利加
登場：シーズン5 - 9
ブランドン・ブレンダの幼馴染で、大学2年の時にバッファローからビバリーヒルズのウォルシュ家に身を寄せることになる。トラブルメーカー的存在で、周囲を巻き込んで騒動を起こすことが多い。しかしその裏には彼女がバッファローで暮らしていた際のと、ある事件がバレリーの心に暗い影を落としている事が関係していた。ケリーとは犬猿の仲。ディランと付き合い、その後ノアやデビッドと付き合う。準レギュラーとの浮気やブランドンとスティーブとの未遂に終わった火遊びを含めれば、男性陣をほぼ全員誘惑することに成功している。そのため女性からはどんどん嫌われていき、終わった男性からも軽蔑されがち。デビッドと付き合っている間は悪だくみなどはせずおとなしい。また、深夜クラブ（アフターダーク）の経営者になるが、その後デビッドに譲る（その後、さらにノアに渡る）。シーズン9の序盤で母と和解し、人生を一からやり直すためにバッファローに帰った。そして孤立していたバレリーを見送ったのは最後まで彼女を見捨てなかったデヴィッドである。
クレア・アーノルド (Clare Arnold)
演 - キャスリーン・ロバートソン、日本語吹替 - 沢海陽子
登場：シーズン4 - 7
大学総長の娘で、シーズン4の終盤（第102話)から登場。学年はデビッドと同じくひとつ下だが、飛び級してきた。最初はブランドンにしつこすぎるほどアプローチをかけていたが、相手にされず後にデビッドやスティーブと付き合う。ビーチアパートでドナやケリーと一緒に住むことになる。大学卒業後、フランスに総長と一緒に移住、スティーブとも別れた。
ジェシー・バスケス
演 - マーク・ダモン・エスピノーザ、日本語吹替 - 宮本充
登場：シーズン4 - 5
弁護士を目指している。ジムとシンディの結婚記念パーティー（自宅で開かれた）でバーテンのアルバイトをしているときにアンドレアと恋に落ち、学生結婚する。
レイ・プルート
演 - ジェイミー・ウォルターズ、日本語吹替 - 落合弘治
登場：シーズン5 - 6
深夜クラブで演奏するミュージシャン。後にドナと付き合うが、幼児期に父親から受けた虐待がもとでドナに暴力をふるい裁判沙汰に。その後は問題を克服し、ミュージシャンとして活躍している元気な姿を見せた。
カーリー・レイノルズ (Carly Reynolds)
演 - ヒラリー・スワンク、日本語吹替 - 新山志保
登場：シーズン8
シングルマザーで一人息子のザックと暮らしている。当初はスティーブに反発していたが、スティーブのザックへの優しい心遣いから交際するようになる。カーリーはスティーブの紹介でピーチピットで働くようになった。ザックの面倒はカーリーの母が見ていたが、母は新しい彼氏ができ結婚してしまう。実父が病気になってしまい、周りに面倒をみる親戚がいないため、父親の看護をする為にザックとともにビバリーヒルズを離れ、スティーブとも別れる。
ノア・ハンター (Noah Hunter)
演 - ヴィンセント・ヤング、日本語吹替 - 大黒和広
登場：シーズン8 - 10
ブランドンたちが旅行に行ったハワイで知り合う、富豪（ハンター石油工業）の子息だがそのことを隠していた。恋人が悲劇的な死に方をしたことにトラウマを持っている。バレリーと付き合うが、彼女に振り回されてしまい、別れる。その後、ドナと付き合うが結局破局。シーズン9でノアの父親が経営している会社が倒産し、さらにはノアの父がそれを苦にして自殺。ノアは荒れてしまい飲酒運転で事故を起こしてしまうが、その後、徐々に立ち直る。深夜クラブ（アフターダーク）の経営者も務めた。
マット・ダーニング (Matt Durning)
演 - ダニエル・コスグローヴ、日本語吹替 - 檀臣幸
登場：シーズン9、10
ドナとケリーのブティックの上の階で弁護士事務所を開いている。ケリーと付き合いはじめるが、実は結婚をしていて、妻ローレンは重い心の病気である事が判明する。その後、ケリーとマットの幸せを願うローレンの提案で離婚。紆余曲折を経て、ケリーと婚約をするが、マットの重大な秘め事が明らかになり、ケリーもディランへの想いを断ち切れなかった事から、婚約破棄という結末を迎える。
ジーナ・キンケード (Gina Kincaid)
演 - ヴァネッサ・マーシル、日本語吹替 - 渡辺美佐
登場：シーズン9 - 10
ドナの従姉妹。ドナとドナの母親フェリースを目の仇にして、何かと陥れようと画策する。ドナの彼氏であるノアにちょっかいを出したり、嫌がらせをする。ビバリーヒルズに戻ってきたディランに惹かれ、彼と付き合うことになる。とあるきっかけからドナの父ジョン・マーティンが自分の実父であることが分かり、父との仲を深めようとジョギングなどを一緒に始めるが、ジョンが急な心臓発作で亡くなってしまい、ドナから責められるが、葬儀の場で、ドナとお互いの気持ちを理解し慰めあう。ドナとフェリース親子との和解後、ビバリーヒルズを去る。
演じたマーシルはデビッド役のブライアン・オースティン・グリーンとの間に男児（カシアス）を儲けるが結婚はせず、その後破局した。
ジャネット (Janet Sosna)
演 - リンゼイ・プライス、日本語吹替 - 山田美穂
登場：シーズン8 - 10
スティーブとブランドンが創めた新聞社の社員。日系人で厳格な家庭に育つ（シーズン９）。シーズン８では両親は性に開放的なヒッピーだったはずとスティーブにつっこまれるが、あれは嘘であったと訂正する。スティーブと付き合い、結婚し子ども（マデリン）を産む。

### その他
スコット・スキャンロン　(Scott Scanlon)
演 - ダグラス・エマーソン、日本語吹替 - 沼田祐介
登場：シーズン1・2
デビッドの親友。シーズン1ではオープニングにも登場し、番宣集合ビジュアルでもレギュラー扱いされていたが、シーズン2では準レギュラー。クールになれないスコットはブランドン達と馴染めず、徐々にデビッドからも距離を置かれ孤立する。誕生日に銃で遊んだところ暴発し死亡。デビッドに大きな罪悪感を残した。
ジャッキー・テイラー　(Jackie Taylor)
演 - アン・ギレスピー、日本語吹替 - 叶木翔子
登場：55エピソード
ケリーとアーインの母親で元モデル。
フェリース・マーティン　(Felice Martin)
演 - キャサリン・キャノン、日本語吹替 - 定岡小百合
登場：40エピソード
ドナの母親。厳格なカトリックでハイソサエティ。初期は設定が固まっておらず、母親役はセクシー志向の別人だった。
ジョン・マーティン　(Dr. John Martin)
演 - マイケル・デュレル、日本語吹替 - 星野充昭
登場：32エピソード
ドナとジーナの父親で医師。
メル・シルバー　(Mel Silver)
演 - マシュー・ローレンス、日本語吹替 - 大滝進矢
登場：36エピソード
デビッドとアーインの父親で歯医者。重度の浮気性で、前妻とジャッキーを苦しめた。
エリカ・マッケイ　(Erica McKay)
演 - ノーリー・ソーントン、日本語吹替 - 小金澤篤子
登場：シーズン4・5・8
ディランの異母兄妹。母スザンヌのジャック・マッケイ遺産乗っ取り計画でLAに連れてこられた。母よりも兄に惹かれてしまい、スザンヌ逮捕後はディランとハワイで生活後アイリスに預けられた。3年後に再登場した際は麻薬中毒のサーファーとLAに駆け落ちし、売春ストリートチルドレンに身を落とした姿をケリーに発見される。
アビー・マローン　(Abby Malone)
演 - ミシェル・フィリップス、日本語吹替 - 紗ゆり
登場：9エピソード
バレリーの母親。ある事がきっかけで母子の仲が悪くなるが、後に和解する。
エミリー・バレンタイン　(Emily Valentine)
演 - クリスティーン・エリス、日本語吹替 - 叶木翔子
登場：シーズン2・4・5/12エピソード
ブランドンの恋人。シーズン2に登場した転校生。自由奔放なようで、実際は多くの転校の孤独から精神的に不安定。ブランドンとの仲を縮めようとドラッグを盛ってしまった事で軽蔑されてしまった。その後は捨てられたショックでストーカー化し施設に入所するかたちで退場してしまったが、ブランドンも彼女には大きな未練を残し何度も回想する事になる。転校してからは海洋学を志すようになる。立ち直ったエミリーはシーズン4・5にスポット的に再登場し、ブランドンと復縁しかけたが、ブランドンとケリーを尊重する思いから身を引いた。シーズン2ではロックファッションで自毛が目立つプリン頭だったが、シーズン4以降はフォーマルな着こなしでマロン色の整ったヘアスタイルだった。
ルシンダ・ニコルソン　(Lucinda Nicholson)
演 - ディナ・メイヤー、日本語吹替 - 一城みゆ希
登場：シーズン4
ブランドンの愛人。カリフォルニア大で文化人類学の講師。ランドール教授の妻。ブランドンは当初ルシンダとの不倫を拒否していたが、離婚の噂を聞きつけた当日にベッドインした。映画製作が趣味で資金援助のためにディランにも色目を使った。
スーザン・キーツ　(Susan Keats)
演 - エマ・コールフィールド、日本語吹替 - 湯屋敦子
登場：シーズン6
ブランドンの恋人。ブランドンは彼女のために就職を棒にふったが、その後スーザンは就職を優先してしまったことからブランドンを激怒させ、破局する。
トレイシー・ゲイリアン　(Tracy Gaylian)
演 - ジル・ノービック、日本語吹替 - 田中敦子
登場：シーズン7
ブランドンの恋人。牧場出身でカルフォルニア大の報道部の新人。誠実な人柄でバレリー含め友好関係も良い。良き恋人であったが煮え切らないブランドンには不安をかかえ、ケリーを忘れられない彼に捨てられる形で去った。シーズン8ではハワイで偶然ブランドン達と再会するが、フィアンセがいる幸せな姿を見せた。
ジョー・ブラッドリー　(Joe Bradley)
演 - キャメロン・バンクロフト、日本語吹替 - 檀臣幸
登場：シーズン6
ドナの恋人。アメフトのスター選手。DVに目覚めたレイと入れ替わるようにドナと付き合うようになるが、彼女を守るために負わせたケガでレイと裁判で争うことになる。美形の優等生であったが、黒人社会を怖れる面もあった。心臓病のため田舎に行くことになり、ドナへ一緒に来てもらえないかプロポーズするが、玉砕する。

## エピソードリスト

### シーズン1（高校白書）
| 各話 | 邦題                     | 原題                           | 放送日         | 放送日        | 備考                            |
| ---- | ------------------------ | ------------------------------ | -------------- | ------------- | ------------------------------- |
| 1    | 双子の兄妹は転校生       | BEVERLY HILLS, 90210 Part1     | 1990年 10月4日 | 1995年 4月9日 | パイロット版                    |
| 2    | ホロ苦い恋の味           | BEVERLY HILLS, 90210 Part2     | 1990年 10月4日 | 4月16日       |                                 |
| 3    | サーファーの青春         | The Green Room                 | 10月11日       | 4月23日       |                                 |
| 4    | "盗み"の衝動             | Every Dream Has It's Price Tag | 10月18日       | 4月30日       |                                 |
| 5    | 初体験                   | The First Time                 | 10月25日       | 5月7日        |                                 |
| 6    | スポーツ特待生疑惑       | One on One                     | 11月1日        | 5月14日       |                                 |
| 7    | 評価点"C"への反撃        | Higher Education               | 11月15日       | 5月21日       |                                 |
| 8    | 完璧な母親像とは         | The Perfect Mom                | 11月22日       | 5月28日       |                                 |
| 9    | 17年目の浮気             | The Seventeen Year Itch        | 11月29日       | 6月4日        |                                 |
| 10   | ラップライン＝命の電話   | The Gentle Art of Listening    | 12月6日        | 6月11日       |                                 |
| 11   | 恋の始まり               | Isn't It Romantic              | 1991年 1月3日  | 6月18日       |                                 |
| 12   | 親の居ぬ間のパーティー   | B.Y.O.B.                       | 1月10日        | 6月25日       |                                 |
| 13   | 未婚の母は高校生         | One Man and a Baby             | 1月24日        | 7月2日        |                                 |
| 14   | 女の友情・告白ゲーム     | Slumber Party                  | 1月31日        | 7月9日        |                                 |
| 15   | イーストサイド物語       | Eastside Story                 | 2月14日        | 7月16日       | デボラ・ギブソン がゲスト出演。 |
| 16   | 初体験旅行               | Palm Springs Weekend           | 2月21日        | 7月23日       |                                 |
| 17   | 明日のスターを夢見て     | Fame Is Where You Find It      | 2月28日        | 7月30日       |                                 |
| 18   | 生徒会長選挙大作戦       | Stand Up And Deliver           | 3月7日         | 8月6日        |                                 |
| 19   | 乳ガン・チェックの波紋   | It's Only a Test               | 3月28日        | 8月13日       |                                 |
| 20   | 殺意の季節               | April Is The Cruelest Month    | 4月11日        | 8月20日       | マシュー・ペリー がゲスト出演。 |
| 21   | がんばれチビッコ大特訓！ | Spring Training                | 4月25日        | 8月27日       |                                 |
| 22   | 春の夜の出来事           | Spring Dance                   | 5月2日         | 9月3日        |                                 |
| 23   | さらばビバリーヒルズ？！ | Home Again                     | 5月9日         | 9月10日       |                                 |

### シーズン2（高校白書）
| 各話 | 邦題                             | 原題                                        | 放送日         | 放送日         | 備考                                    |
| ---- | -------------------------------- | ------------------------------------------- | -------------- | -------------- | --------------------------------------- |
| 24   | 新たなる始まり                   | Beach Blanket Brandon                       | 1991年 7月11日 | 1995年 9月17日 |                                         |
| 25   | 年上の女                         | The Party Fish                              | 7月18日        | 9月24日        |                                         |
| 26   | 夏のあらし                       | Summer Storm                                | 7月25日        | 10月1日        |                                         |
| 27   | 真夜中のポーカー・ゲーム         | Anaconda                                    | 8月1日         | 10月8日        |                                         |
| 28   | 親と子と、そして愛               | Play it Again, David                        | 8月8日         | 10月15日       |                                         |
| 29   | やがて夏の終わる時               | Pass, Not Pass                              | 8月15日        | 10月22日       | ルーシー・リューがゲスト出演。          |
| 30   | バケーション旅行                 | Camping Trip                                | 8月29日        | 10月29日       |                                         |
| 31   | 新学期スタート！                 | Wild Fire                                   | 9月12日        | 11月5日        |                                         |
| 32   | アラーム騒動                     | Ashes to Ashes                              | 9月19日        | 11月12日       | ヴィヴィカ・A・フォックスがゲスト出演。 |
| 33   | 親子の絆                         | Necessity is a Mother                       | 9月26日        | 11月19日       |                                         |
| 34   | ミネソタから来た従兄             | Leading from the Heart                      | 10月10日       | 11月26日       |                                         |
| 35   | 大ピンチ！越境通学               | Down and Out (of District) in Beverly Hills | 10月17日       | 12月3日        |                                         |
| 36   | ハロウィーン・パーティ           | Halloween                                   | 10月31日       | 12月10日       |                                         |
| 37   | タイムカプセルに思いをこめて     | The Next 50 Years                           | 11月7日        | 12月17日       |                                         |
| 38   | 危険な遊び                       | U4EA                                        | 11月14日       | 12月24日       |                                         |
| 39   | マイ・デンジャラス・バレンタイン | My Desperate Valentine                      | 11月21日       | 1996年 1月7日  |                                         |
| 40   | 家族ゲーム                       | Chuckie’s Back                              | 12月12日       | 1月14日        |                                         |
| 41   | ハッピー・クリスマス！           | Walsh Family Christmas                      | 12月19日       | 1月21日        |                                         |
| 42   | 氷の上の青春                     | Fire and Ice                                | 1992年 1月9日  | 1月28日        |                                         |
| 43   | もつれた友情                     | A Competitive Edge                          | 1月23日        | 2月4日         |                                         |
| 44   | 性教育論争                       | Everybody’s Talkin’ ‘Bout It                | 2月6日         | 2月11日        |                                         |
| 45   | オメデタ騒動                     | And Baby Makes Five                         | 2月13日        | 2月18日        |                                         |
| 46   | 心乱れて カラオケ ナイト         | Cardio - Funk                               | 2月27日        | 2月25日        |                                         |
| 47   | 本日で閉店？！                   | The Pit and the Pendulum                    | 3月19日        | 3月3日         |                                         |
| 48   | フリーズ！恐怖の体験             | Meeting Mr. Pony                            | 4月2日         | 3月10日        |                                         |
| 49   | 雨の日の出来事                   | Things to Do on a Rainy Day                 | 4月23日        | 3月17日        |                                         |
| 50   | 週末はメキシコで                 | Mexican Standoff                            | 4月30日        | 3月24日        |                                         |
| 51   | 信頼のゆくえ                     | Wedding Bell Blues                          | 5月7日         | 3月31日        | デニス・リチャーズがゲスト出演。        |

### シーズン3（高校白書）
| 各話 | 邦題                       | 原題                                          | 放送日         | 放送日        | 備考                                                                  |
| ---- | -------------------------- | --------------------------------------------- | -------------- | ------------- | --------------------------------------------------------------------- |
| 52   | 夏休みスタート！           | Misery Loves Company                          | 1992年 7月15日 | 1996年 4月6日 |                                                                       |
| 53   | 和解への道は？             | The Twins, the Trustee, and the Very Big Trip | 7月22日        | 4月13日       |                                                                       |
| 54   | パリで2人は                | Too Little, Too Late/Paris 75001              | 7月29日        | 4月20日       |                                                                       |
| 55   | セックスと嘘とバレーボール | Sex, Lies and Volleyball/Photo Fini           | 8月5日         | 4月27日       |                                                                       |
| 56   | 恋の流れ星                 | Shooting Star/American in Paris               | 8月12日        | 5月3日        |                                                                       |
| 57   | 去りゆく夏と共に           | Castles in the Sand                           | 8月19日        | 5月11日       |                                                                       |
| 58   | 編集長の資格               | Song of Myself                                | 9月9日         | 5月18日       |                                                                       |
| 59   | 引き裂かれた友情           | The Back Story                                | 9月16日        | 5月25日       |                                                                       |
| 60   | 進学志望大学はどこ？       | Highwire                                      | 9月23日        | 6月1日        |                                                                       |
| 61   | アメ・フト殺人事件         | Home and Away                                 | 10月7日        | 6月8日        |                                                                       |
| 62   | 誘惑の裏側                 | A Presumption of Innocence                    | 10月21日       | 6月15日       |                                                                       |
| 63   | 別れの時                   | Destiny Rides Again                           | 11月4日        | 6月22日       | ロージー・オドネルがゲスト出演。                                      |
| 64   | ハッカー事件発覚           | Rebel with a Cause                            | 11月11日       | 6月29日       |                                                                       |
| 65   | 和解と破局                 | Wild Horses                                   | 11月18日       | 7月13日       | デヴィッド・アークエットがゲスト出演。                                |
| 66   | 再起への道                 | The Kindness of Strangers                     | 11月25日       | 7月20日       |                                                                       |
| 67   | クリスマスの奇跡           | It's a Totally Happening Life                 | 12月16日       |               |                                                                       |
| 68   | "星"の男を捜せ             | The Game Is Chicken                           | 1993年 1月6日  | 8月24日       | セス・グリーンがゲスト出演。                                          |
| 69   | 空想と現実の間で           | Midlife... Now What                           | 1月13日        | 8月31日       |                                                                       |
| 70   | もつれかけた糸             | Back in the High Life Again                   | 1月27日        | 9月7日        |                                                                       |
| 71   | 信託財産のゆくえ           | Parental Guidance Recommended                 | 2月3日         | 9月14日       |                                                                       |
| 72   | 予期せぬ出来事！           | Dead End                                      | 2月10日        | 9月21日       |                                                                       |
| 73   | 父の秘密                   | The Child Is Father to the Man                | 2月17日        | 9月28日       |                                                                       |
| 74   | 悩める季節                 | Duke's Bad Boy                                | 3月3日         | 10月5日       |                                                                       |
| 75   | サプライズ・パーティ       | Perfectly Perfect                             | 3月24日        | 10月12日      |                                                                       |
| 76   | ミスター＆ミス・コンテスト | Senior Poll                                   | 4月7日         | 10月19日      |                                                                       |
| 77   | 学校をサボる日             | She Came in Through the Bathroom Window       | 4月28日        | 10月26日      | バート・レイノルズが本人役で出演。 ジェイソン・プリーストリーが監督。 |
| 78   | お別れダンス・パーティ     | A Night to Remember                           | 5月5日         | 11月2日       | キャシー・デニスが本人役で出演。                                      |
| 79   | 停学処分の波紋             | Something in the Air                          | 5月12日        | 11月9日       |                                                                       |
| 80   | いよいよ卒業式！パート・1  | Commencement: Part 1                          | 5月19日        | 11月16日      |                                                                       |
| 81   | いよいよ卒業式！パート・2  | Commencement: Part 2                          | 5月19日        | 11月23日      |                                                                       |

### シーズン4（青春白書）
| 各話 | 邦題                         | 原題                                        | 放送日        | 放送日          | 備考                                                                                          |
| ---- | ---------------------------- | ------------------------------------------- | ------------- | --------------- | --------------------------------------------------------------------------------------------- |
| 1    | 青春の旅立ち                 | So Long, Farewell, Auf Wiedersehen, Goodbye | 1993年 9月8日 | 1996年 11月30日 |                                                                                               |
| 2    | 揺れうごく愛                 | The Girl from New York City                 | 9月15日       | 12月7日         |                                                                                               |
| 3    | 新入生の試練                 | The Little Fish                             | 9月22日       | 12月14日        |                                                                                               |
| 4    | わが道をいく                 | Greek to Me                                 | 9月29日       | 12月21日        |                                                                                               |
| 5    | プール・パーティー           | Radio Daze                                  | 10月6日       | 1997年 1月11日  |                                                                                               |
| 6    | それぞれの思い               | Strangers in the Night                      | 10月13日      | 1月18日         |                                                                                               |
| 7    | 銃に魅せられて               | Moving Targets                              | 10月20日      | 1月25日         |                                                                                               |
| 8    | 結婚記念20周年               | Twenty Years Ago Today                      | 10月27日      | 2月1日          | ジェシー初登場。                                                                              |
| 9    | 恋は危険                     | Otherwise Engaged                           | 11月3日       | 2月8日          |                                                                                               |
| 10   | 結婚はラスベガスで           | And Did It... My Way                        | 11月10日      | 2月15日         | ジェイソン・プリーストリーが監督。                                                            |
| 11   | もつれた関係                 | Take Back the Night                         | 11月17日      | 2月22日         |                                                                                               |
| 12   | 2つの再会                    | Radar Love                                  | 11月24日      | 3月1日          |                                                                                               |
| 13   | 地獄の試練                   | Emily                                       | 12月1日       | 3月8日          |                                                                                               |
| 14   | 3年目の記念日                | Windstruck                                  | 12月15日      | 3月15日         |                                                                                               |
| 15   | クリスマス騒動               | Somewhere in the World it's Christmas       | 12月22日      | 3月22日         |                                                                                               |
| 16   | 名誉の回復                   | Crunch Time                                 | 1994年 1月5日 | 4月6日          |                                                                                               |
| 17   | 思い乱れて                   | Thicker Than Water                          | 1月12日       | 4月13日         |                                                                                               |
| 18   | 大ピンチ！ピーチ・ピット     | Heartbreaker                                | 1月26日       | 4月20日         |                                                                                               |
| 19   | 決意の時                     | The Labors of Love                          | 2月2日        | 4月27日         |                                                                                               |
| 20   | バレンタインの贈り物         | Scared Very Straight                        | 2月9日        | 5月4日          |                                                                                               |
| 21   | 恋はもつれて                 | Addicted to Love                            | 2月16日       | 5月11日         |                                                                                               |
| 22   | 拾った犬                     | Change Partners                             | 2月23日       | 5月18日         | クレア初登場。                                                                                |
| 23   | 動物実験とその死             | A Pig is a Boy is a Dog                     | 3月2日        | 5月25日         |                                                                                               |
| 24   | そして・・・和解             | Cuffs and Links                             | 3月16日       | 6月1日          |                                                                                               |
| 25   | タイムスリップ1960           | The Time has Come Today                     | 3月23日       | 6月8日          | ジェイソン・プリーストリーが監督。                                                            |
| 26   | ピアノとモデル               | Blind Spot                                  | 4月6日        | 6月15日         |                                                                                               |
| 27   | "熱い"オーディション！       | Divas                                       | 4月20日       | 6月22日         |                                                                                               |
| 28   | 女心の揺れる時               | Acting Out                                  | 4月27日       | 7月6日          |                                                                                               |
| 29   | つのる苦悩                   | Truth and Consequences                      | 5月4日        | 7月13日         |                                                                                               |
| 30   | 早産の危機                   | Vital Signs                                 | 5月11日       | 7月20日         |                                                                                               |
| 31   | めくるめく人間模様 パート・1 | Mr. Walsh Goes to Washington (1)            | 5月25日       | 8月3日          | ブレンダがビバヒルを去る（シャナン・ドハーティ降板）。 ベイビーフェイスが本人役でゲスト出演。 |
| 32   | めくるめく人間模様 パート・2 | Mr. Walsh Goes to Washington (2)            | 5月25日       | 8月10日         | ブレンダがビバヒルを去る（シャナン・ドハーティ降板）。 ベイビーフェイスが本人役でゲスト出演。 |

### シーズン5（青春白書）
| 各話 | 邦題                       | 原題                                                 | 放送日        | 放送日         | 備考                                                                                               |
| ---- | -------------------------- | ---------------------------------------------------- | ------------- | -------------- | -------------------------------------------------------------------------------------------------- |
| 33   | 新しい住人                 | What I Did on My Summer Vacation and Other Stories   | 1994年 9月7日 | 1997年 8月24日 | バレリー初登場。                                                                                   |
| 34   | 社交界デビュー             | Under the Influence                                  | 9月14日       | 8月31日        | |
| 35   | 激烈！選挙戦の結果は？     | A Clean Slate                                        | 9月21日       | 9月7日         | |
| 36   | 友人の死の重み             | Life after Death                                     | 9月28日       | 9月14日        | |
| 37   | ピーチピット変身の夜       | Rave On                                              | 10月5日       | 9月21日        | レイ初登場。                                                                                       |
| 38   | 強奪と拷問                 | Homecoming                                           | 10月12日      | 9月28日        | |
| 39   | 破産発覚！                 | Who's Zoomin' Who                                    | 10月19日      | 10月5日        | |
| 40   | 追いつめられて             | Things that Go Bang in the Night                     | 10月26日      | 10月12日       | ジェイソン・プリーストリーが監督。                                                                 |
| 41   | 転落への道                 | Intervention                                         | 11月2日       | 10月19日       | |
| 42   | 果てしない夢の中で         | The Dreams of Dylan McKay                            | 11月9日       | 10月26日       | |
| 43   | パニック・イン・キャンパス | Hate is Just a Four Letter Word                      | 11月16日      | 11月2日        | |
| 44   | レッツ・ゴー・"ストーンズ" | Rock of Ages (a.k.a. The Voodoo That You Do So Well) | 11月23日      | 11月9日        | ローリング・ストーンズが登場(ライブ映像)。                                                         |
| 45   | ある夜の危険な出来事       | Up in Flames                                         | 11月30日      | 11月16日       | |
| 46   | 大火事の波紋               | Injustice for All                                    | 12月14日      | 11月23日       | |
| 47   | それぞれのクリスマス       | Christmas Comes This Time Each Year                  | 12月21日      | 11月30日       | |
| 48   | 生きる・老人ホームの出会い | Sentenced to Life                                    | 1995年 1月4日 | 12月7日        | |
| 49   | イージーライダー           | Sweating it Out                                      | 1月11日       | 12月14日       | ジェイソン・プリーストリーが監督。                                                                 |
| 50   | 追いつめて                 | Hazardous to Your Health                             | 1月18日       | 12月21日       | |
| 51   | 甘い誘惑                   | Little Monsters                                      | 2月1日        | 12月28日       | |
| 52   | 別れの決意                 | You Gotta Have Heart                                 | 2月8日        | 1998年 1月11日 | |
| 53   | 救出なるか？！             | Stormy Weather                                       | 2月15日       | 1月18日        | |
| 54   | さびしい心                 | Alone at the Top                                     | 2月22日       | 1月25日        | |
| 55   | ある愛の終わり             | Love Hurts                                           | 3月1日        | 2月1日         | |
| 56   | あやしい雲行き             | Unreal World                                         | 3月15日       | 2月8日         | |
| 57   | クイズに挑戦！             | Double Jeopardy                                      | 3月29日       | 2月22日        | |
| 58   | 母はいずこに…              | A Song for My Mother                                 | 4月5日        | 3月1日         | |
| 59   | 2人の天才少年              | Squash It                                            | 4月12日       | 3月8日         | |
| 60   | 立ち直る                   | Girls on the Side                                    | 5月3日        | 3月15日        | |
| 61   | 愛の確認                   | The Real McCoy                                       | 5月10日       | 3月22日        | ジェイソン・プリーストリーが監督。                                                                 |
| 62   | プロポーズ！               | Hello Life, Goodbye Beverly Hills                    | 5月17日       | 3月29日        | アンドレアとジェシーがビバヒルを去る（ガブリエル・カーテリス、マーク・ダモン・エスピノーザ降板）。 |
| 63   | P.S."愛してます"パート・1  | P.S. I Love You (1)                                  | 5月24日       | 4月5日         | ジムとシンディがビバヒルを去る（ジェームス・エクハウス、キャロル・ポッター降板）。                 |
| 64   | P.S."愛してます"パート・2  | P.S. I Love You (2)                                  | 5月24日       | 4月11日        | ジムとシンディがビバヒルを去る（ジェームス・エクハウス、キャロル・ポッター降板）。                 |

### シーズン6（青春白書）
| 各話 | 邦題                                  | 原題                                            | 放送日         | 放送日         | 備考                                                                                       |
| ---- | ------------------------------------- | ----------------------------------------------- | -------------- | -------------- | ------------------------------------------------------------------------------------------ |
| 65   | とんだ再出発                          | Home Is Where the Tart Is                       | 1995年 9月13日 | 1998年 4月18日 |                                                                                            |
| 66   | 21歳のバースデー                      | Buffalo Gals                                    | 9月13日        | 4月25日        |                                                                                            |
| 67   | 新たなる人間模様                      | Must Be a Guy Thing                             | 9月20日        | 5月2日         | ジェイソン・プリーストリーが監督。                                                         |
| 68   | ローズ・クイーンの夜                  | Everything's Coming Up Roses                    | 9月27日        | 5月9日         |                                                                                            |
| 69   | 悪夢とのたたかい                      | Lover's Leap                                    | 10月4日        | 5月16日        |                                                                                            |
| 70   | ケンカ・脅迫 そして別れ               | Speechless                                      | 10月18日       | 5月23日        |                                                                                            |
| 71   | 受難の女性たち                        | Violated                                        | 10月25日       | 5月30日        |                                                                                            |
| 72   | 愛を呼ぶ薬                            | Gypsies, Cramps and Fleas (a.k.a. Halloween VI) | 11月1日        | 6月6日         |                                                                                            |
| 73   | 大地震の襲った日                      | Earthquake Weather                              | 11月6日        | 6月13日        |                                                                                            |
| 74   | 結ばれた愛の果てに                    | One Wedding and a Funeral                       | 11月8日        | 6月20日        | ディランがビバヒルを去る。（ルーク・ペリー降板、後にシーズン9で復帰）。                    |
| 75   | アメフト対抗戦騒動                    | Offensive Interference                          | 11月15日       | 6月27日        |                                                                                            |
| 76   | カップルたちの夜                      | Breast Side Up                                  | 11月22日       | 7月11日        |                                                                                            |
| 77   | 裁きの時                              | Courting                                        | 11月29日       | 7月18日        | レイがビバヒルを去る（ジェイミー・ウォルターズ降板）。                                     |
| 78   | チャリティの波紋                      | Fortunate Son                                   | 12月13日       | 7月25日        |                                                                                            |
| 79   | 和解はクリスマスで                    | Angels We Have Heard on High                    | 12月20日       | 8月1日         | シンディ・ウォルシュ（キャロル・ポッター）がゲスト出演。ジェイソン・プリーストリーが監督。 |
| 80   | 新しい年の物語                        | Turn Back the Clock                             | 1996年 1月3日  | 8月8日         |                                                                                            |
| 81   | 父親の愛                              | Fade In, Fade Out                               | 1月10日        | 8月15日        | ジェイソン・プリーストリーが監督。                                                         |
| 82   | カップルたちの行方                    | Snowbound                                       | 1月17日        | 8月22日        |                                                                                            |
| 83   | ナンシーの選択                        | Nancy's Choice                                  | 1月31日        | 8月29日        |                                                                                            |
| 84   | 親友の脅迫                            | Flying                                          | 2月7日         | 9月5日         |                                                                                            |
| 85   | ひとつの別れ                          | Bleeding Hearts                                 | 2月14日        | 9月12日        | ジェイソン・プリーストリーが監督。                                                         |
| 86   | 2人のメアリー                         | All This and Mary Too                           | 2月21日        | 9月19日        |                                                                                            |
| 87   | カーチェイス！                        | Leap of Faith                                   | 2月28日        | 9月26日        |                                                                                            |
| 88   | 夢のトリプル・デート                  | Coming Out, Getting Out, Going Out              | 3月13日        | 10月3日        |                                                                                            |
| 89   | ああ 弟たちよ                         | Smashed                                         | 3月20日        | 10月10日       |                                                                                            |
| 90   | 2つの策略                             | Flirting with Disaster                          | 4月3日         | 10月17日       |                                                                                            |
| 91   | ルームメイトの正体                    | Strike the Match                                | 4月10日        | 10月24日       |                                                                                            |
| 92   | プリンス登場                          | The Big Hurt                                    | 5月1日         | 10月31日       |                                                                                            |
| 93   | 逃亡                                  | Ticket to Ride                                  | 5月8日         | 11月7日        |                                                                                            |
| 94   | 再会と別れ                            | Ray of Hope                                     | 5月15日        | 11月14日       |                                                                                            |
| 95   | パニック・イン・21バーズデーパート・1 | You Say It's Your Birthday: Part 1              | 5月22日        | 11月21日       |                                                                                            |
| 96   | パニック・イン・21バーズデーパート・2 | You Say It's Your Birthday: Part 2              | 5月22日        | 11月28日       |                                                                                            |

### シーズン7（青春白書）
| 各話 | 邦題                   | 原題                      | 放送日         | 放送日         | 備考 |
| ---- | ---------------------- | ------------------------- | -------------- | -------------- | --- |
| 97   | すれちがいの再会       | Remember the Alamo        | 1996年 8月21日 | 1998年 12月5日 | |
| 98   | 疑い・決裂、そして…    | Here We Go Again          | 8月28日        | 12月12日       | |
| 99   | オールド・ウエディング | A Mate for Life           | 9月4日         | 12月19日       | |
| 100  | 不安と恐怖の間で       | Disappearing Act          | 9月11日        | 12月26日       | |
| 101  | バッド・ジョーク大騒動 | Pledging My Love          | 9月18日        | 1999年 1月9日  | |
| 102  | 山火事騒動の中で       | Housewarming              | 9月25日        | 1月16日        | |
| 103  | ある終止符             | Fearless                  | 10月30日       | 1月23日        | |
| 104  | 祖父の遺言状           | The Things We Do for Love | 11月6日        | 1月30日        | |
| 105  | 金は災いのもと?        | Loser Takes All           | 11月13日       | 2月6日         | |
| 106  | ベガスの熱い夜         | Lost in Las Vegas         | 11月20日       | 2月13日        | |
| 107  | 盗作事件発覚!          | If I Had a Hammer         | 11月27日       | 2月20日        | ジェイソン・プリーストリーが監督。 |
| 108  | 無実への戦い           | Judgement Day             | 12月11日       | 2月27日        | |
| 109  | プレゼント・ゲーム     | Gift Wrapped              | 12月18日       | 3月6日         | |
| 110  | いよいよ就職最前線     | Jobbed                    | 1997年 1月8日  | 3月13日        | ジェイソン・プリーストリーが監督。 |
| 111  | カリフォルニア大の幻   | Phantom of C.U.           | 1月15日        | 3月20日        | |
| 112  | 姿なきファンの恐怖     | Unnecessary Roughness     | 1月22日        | 3月27日        | |
| 113  | 愛のゆくえ             | Face-Off                  | 1月29日        | 4月3日         | |
| 114  | ストーカー正体現す!    | We Interrupt This Program | 2月5日         | 4月10日        | |
| 115  | バレンタインでーの憂鬱 | My Funny Valentine        | 2月12日        | 4月17日        | |
| 116  | 婚約指輪の波紋         | With This Ring            | 2月19日        | 4月24日        | ジェイソン・プリーストリーが監督。 |
| 117  | 死にたくない!          | Straight Shooter          | 2月26日        | 5月1日         | |
| 118  | 愛が与えた勇気         | A Ripe Young Age          | 3月5日         | 5月8日         | |
| 119  | 愛の戻る場所           | Storm Warning             | 3月19日        | 5月15日        | |
| 120  | 恋人たちの未練         | Spring Breakdown          | 4月2日         | 5月22日        | |
| 121  | 週末のトラブル続出     | Heaven Sent               | 4月9日         | 5月29日        | |
| 122  | 愛ふたたび             | The Long Goodbye          | 4月16日        | 6月5日         | |
| 123  | モートンの杖           | I Only Have Eyes for You  | 4月23日        | 6月12日        | |
| 124  | いがみ合い             | All That Jazz             | 4月30日        | 6月19日        | |
| 125  | 悲しい"母の日"         | Mother's Day              | 5月7日         | 6月26日        | |
| 126  | 不協和音               | Senior Week               | 5月14日        | 7月3日         | |
| 127  | 卒業パート・1          | Graduation Day: Part 1    | 5月21日        | 7月10日        | ジェイソン・プリーストリーが監督。 |
| 128  | 卒業パート・2          | Graduation Day: Part 2    | 5月21日        | 7月17日        | クレアがビバヒルを去る（キャサリン・ロバートソン降板）。 カーディガンズがゲスト出演し、「ラヴフール」を披露。 ジェイソン・プリーストリーが監督。 |

### シーズン8（青春白書）
| 各話 | 邦題                   | 原題                         | 放送日         | 放送日         | 備考                                                                                |
| ---- | ---------------------- | ---------------------------- | -------------- | -------------- | ----------------------------------------------------------------------------------- |
| 129  | 大学は出たけれど       | Aloha Beverly Hills: Part 1  | 1997年 9月10日 | 1999年 7月24日 | カーリー初登場。                                                                    |
| 130  | バカンス・イン・ハワイ | Aloha Beverly Hills: Part 2  | 1997年 9月10日 | 7月31日        | ノア初登場。                                                                        |
| 131  | 銃撃のあと             | Forgive and Forget           | 9月17日        | 8月7日         | マルーン5がクラブ「After Dark」で歌うバンドでゲスト出演。                           |
| 132  | 記憶喪失               | The Way We Weren't           | 9月24日        | 8月14日        |                                                                                     |
| 133  | 過去を探し求めて       | Coming Home                  | 10月1日        | 8月21日        |                                                                                     |
| 134  | 正義の報道             | The Right Thing              | 10月15日       | 8月28日        |                                                                                     |
| 135  | 野放しの銃撃犯         | Pride and Prejudice          | 10月22日       | 9月4日         |                                                                                     |
| 136  | カップル達の戸惑い     | Toil and Trouble             | 10月29日       | 9月11日        |                                                                                     |
| 137  | 危険な再会             | Friends, Lovers and Children | 11月5日        | 9月18日        |                                                                                     |
| 138  | DNA鑑定                | Child of the Night           | 11月12日       | 9月25日        |                                                                                     |
| 139  | 亀裂                   | Deadline                     | 11月19日       | 10月2日        |                                                                                     |
| 140  | 陽動作戦               | Friends in Deed              | 12月3日        | 10月9日        |                                                                                     |
| 141  | コメディー・ナイト     | Comic Relief                 | 12月10日       | 10月16日       |                                                                                     |
| 142  | サンタはいない？       | Santa Knows                  | 12月17日       | 10月23日       |                                                                                     |
| 143  | 結ばれたカップルたち   | Ready or Not                 | 1998年 1月7日  | 10月30日       | ジャネット初登場。ブライアン・マックナイトがゲスト出演。                            |
| 144  | 発覚！                 | Illegal Tender               | 1月14日        | 11月6日        |                                                                                     |
| 145  | 浮気の代償             | The Elephant's Father        | 1月21日        | 11月13日       | カーリーがビバヒルを去る（ヒラリー・スワンク降板）。                                |
| 146  | 結婚への恐怖           | Rebound                      | 1月28日        | 11月20日       | OPのキャスト紹介後のクレジットでイン・シンクの「I Want You Back」が使用されている。 |
| 147  | 祖母の死               | Crimes and Misdemeanors      | 2月4日         | 11月27日       |                                                                                     |
| 148  | めくるめく愛情         | Cupid's Arrow                | 2月11日        | 12月4日        |                                                                                     |
| 149  | 告発の波紋             | The Girl Who Cried Wolf      | 2月25日        | 12月11日       |                                                                                     |
| 150  | 裁判のゆくえ           | Law and Disorder             | 3月4日         | 12月18日       |                                                                                     |
| 151  | 再出発のとき           | Making Amends                | 3月11日        | 12月25日       | ジェシカ・アルバがゲスト出演。                                                      |
| 152  | 里親はだれに           | The Nature of Nurture        | 3月18日        | 2000年 1月8日  | ジェシカ・アルバがゲスト出演。                                                      |
| 153  | 元のさやに             | Aunt Bea's Pickles           | 3月25日        | 1月15日        |                                                                                     |
| 154  | プレゼントの価値       | All That Glitters            | 4月1日         | 1月22日        |                                                                                     |
| 155  | 同窓会                 | Reunion                      | 4月15日        | 1月29日        |                                                                                     |
| 156  | バチェラー・パーティー | Skin Deep                    | 4月29日        | 2月5日         |                                                                                     |
| 157  | 銃弾の恐怖             | Ricochet                     | 5月6日         | 2月12日        |                                                                                     |
| 158  | 妻はいずこに           | The Fundamental Things Apply | 5月13日        | 2月19日        |                                                                                     |
| 159  | ウエディング パート・1 | The Wedding: Part 1          | 5月20日        | 2月26日        |                                                                                     |
| 160  | ウエディング パート・2 | The Wedding: Part 2          | 5月20日        | 3月4日         |                                                                                     |

### シーズン9（青春白書）
| 各話 | 邦題               | 原題                                | 放送日         | 放送日         | 備考 |
| ---- | ------------------ | ----------------------------------- | -------------- | -------------- | --- |
| 161  | 再出発への道のり   | The Morning After                   | 1998年 9月16日 | 2000年 3月11日 | |
| 162  | 揺れうごく心       | Budget Cuts                         | 9月23日        | 3月18日        | |
| 163  | 危険なゲーム       | Dealer's Choice                     | 9月30日        | 3月25日        | |
| 164  | 届かぬ思い         | Don't Ask, Don't Tell               | 10月28日       | 4月1日         | マット初登場。                                                                                             |
| 165  | さらばL.A.よ！     | Brandon Leaves                      | 11月4日        | 4月8日         | ブランドンがビバヒルを去る（ジェイソン・プリーストリー降板）、以後ケリーに主役完全交代。                   |
| 166  | 逃げたいの！       | Confession                          | 11月11日       | 4月15日        | |
| 167  | 去る人、来る人     | You Say GoodBye, I Say Hello        | 11月18日       | 4月22日        | ジーナ初登場。 ディランがカムバック。 バレリーがビバヒルを去る（ティファニー＝アンバー・ティッセン降板）。 |
| 168  | カミングアウト     | I'm Back Because                    | 12月2日        | 4月29日        | |
| 169  | 悪夢の精算         | The Following Options               | 12月9日        | 5月6日         | |
| 170  | ダンス・マラソン   | Marathon Man                        | 12月16日       | 5月13日        | ブライアン・セッツァー・オーケストラがクラブ「After Dark」で歌うバンドでゲスト出演。                       |
| 171  | くどきのテクニック | How to Be the Jerk Women Love       | 1999年 1月13日 | 5月20日        | |
| 172  | トラブル続出の日々 | Trials and Tribulations             | 1月20日        | 5月27日        | |
| 173  | それぞれの友情     | Withdrawal                          | 1月27日        | 6月3日         | |
| 174  | ポーカーの報復作戦 | I'm Married                         | 2月3日         | 6月10日        | |
| 175  | 男と女の関係       | Beheading St. Valentine             | 2月10日        | 6月24日        | |
| 176  | 相談相手           | Survival Skills                     | 2月17日        | 7月1日         | |
| 177  | メキシコでの一夜   | Slipping Away                       | 3月3日         | 7月15日        | |
| 178  | 家族の争い         | Bobbi Dearest                       | 3月10日        | 7月22日        | |
| 179  | さまざまな選択     | The Leprechaun                      | 3月17日        | 7月29日        | |
| 180  | 霊媒師の予言       | Fortune Cookie                      | 4月7日         | 8月5日         | ルーク・ペリーが監督。                                                                                     |
| 181  | マジック・ナイト   | I Wanna Reach Right Out and Grab Ya | 4月14日        | 8月19日        | ジェニー・ガースが監督。                                                                                   |
| 182  | ヒーローになれない | Local Hero                          | 4月21日        | 8月26日        | |
| 183  | 盗撮の波紋         | The End of the World as We Know It  | 4月28日        | 9月2日         | |
| 184  | 混迷の序章         | Dog's Best Friend                   | 5月5日         | 9月9日         | OPのキャスト紹介後のクレジットでブリトニー・スピアーズの「ベイビー・ワン・モア・タイム」が使用されている。 |
| 185  | 脅える日々         | Agony                               | 5月12日        | 9月16日        | |
| 186  | 悩み多き人々       | That's the Guy                      | 5月19日        | 9月30日        | |

### シーズン10（青春白書）
| 各話 | 邦題             | 原題                                              | 放送日         | 放送日         | 備考                                                                                         |
| ---- | ---------------- | ------------------------------------------------- | -------------- | -------------- | -------------------------------------------------------------------------------------------- |
| 187  | 転機             | The Phantom Menace                                | 1999年 9月8日  | 2000年 10月7日 |                                                                                              |
| 188  | 再出発           | Let's Eat Cake                                    | 9月15日        | 10月14日       | クリスティーナ・アギレラがクラブ「After Dark」で歌う歌手としてゲスト出演。                   |
| 189  | 再オープン大騒動 | You Better Work                                   | 9月22日        | 10月21日       |                                                                                              |
| 190  | 結婚拒否         | A Fine Mess                                       | 9月29日        | 10月28日       |                                                                                              |
| 191  | 反発             | The Loo-Ouch                                      | 10月20日       | 11月4日        |                                                                                              |
| 192  | 悪夢             | 80's Night                                        | 10月27日       | 11月11日       |                                                                                              |
| 193  | 名付け親         | Laying Pipe                                       | 11月3日        | 11月18日       | ルーク・ペリーが監督。                                                                       |
| 194  | 結婚             | Baby, You Can Drive My Car                        | 11月10日       | 11月25日       |                                                                                              |
| 195  | 動揺             | Family Tree                                       | 11月17日       | 12月2日        |                                                                                              |
| 196  | 出産             | What's in a Name                                  | 11月17日       | 12月9日        |                                                                                              |
| 197  | 真実             | Sibling Revelry                                   | 12月15日       | 12月16日       |                                                                                              |
| 198  | 反省             | Nine Yolks Whipped Lightly                        | 12月22日       | 12月30日       |                                                                                              |
| 199  | 窮地             | Tainted Love                                      | 2000年 1月12日 | 2001年 1月13日 |                                                                                              |
| 200  | 岐路             | I'm Using You 'Cause I Like You                   | 1月19日        | 1月20日        | アイアン・ジーリングが監督。                                                                 |
| 201  | 責任             | Fertile Ground                                    | 1月26日        | 1月27日        |                                                                                              |
| 202  | 身代金           | The Final Proof                                   | 2月9日         | 2月3日         | ブライアン・オースティン・グリーンが監督。                                                   |
| 203  | 決別             | Doc Martin                                        | 2月16日        | 2月10日        | ジーナがビバヒルを去る（ヴァネッサ・マーシル降板）。                                         |
| 204  | 偽装             | Eddie Waitkus                                     | 3月1日         | 2月17日        |                                                                                              |
| 205  | 衝撃             | I Will Be Your Father Figure                      | 3月8日         | 2月24日        | トリ・スペリングが監督。                                                                     |
| 206  | 未練             | Ever Heard the One About the Exploding Father?    | 3月15日        | 3月3日         |                                                                                              |
| 207  | 背信             | Spring Fever                                      | 3月22日        | 3月10日        |                                                                                              |
| 208  | 過去             | The Easter Bunny                                  | 4月5日         | 3月17日        |                                                                                              |
| 209  | 秘密             | And Don't Forget to Give Me Back My Black T-Shirt | 4月19日        | 3月24日        |                                                                                              |
| 210  | 困惑             | Love is Blind                                     | 4月26日        | 3月31日        | ジェニー・ガースが監督。                                                                     |
| 211  | 苦悩             | I'm Happy for You...Really                        | 5月10日        | 4月7日         |                                                                                              |
| 212  | 決断             | The Penultimate                                   | 5月17日        | 4月14日        |                                                                                              |
| 213  | 永遠             | Ode to Joy                                        | 5月17日        | 4月21日        | シリーズ最終回。 ゲストとしてブランドン、アンドレア、バレリーが再登場。 ブレンダは登場せず。 |

## 放送局
- Fox Network
- NHK
- LaLa TV
- メ〜テレ（2008年6月25日〜）
- スーパー!ドラマTV（2009年7月3日〜）
- テレビ神奈川（2009年9月〜）
- FOXクラシック（2016年1月〜）

## 逸話
- ブランドンを演じたジェイソン・プリーストリーはシーズン9の序盤で降板[5]。理由は「自分に固定イメージがつくのが嫌だから（再会白書でもネタにされた）」。ただしプロデューサーなどとして作品にはその後も参加している。
- ブレンダを演じたシャナン・ドハーティーは撮影現場や私生活でのトラブルがメディアを賑わせるなど、当時はゴシップ女優としても名を馳せていた。現場への度重なる遅刻などにより共演者との間に軋轢を生み、その結果、主役の1人であったにもかかわらずシーズン4の最終回にて「ロンドンに女優の勉強をしに行く」という設定で降板となった。ドハーティーは降板後、他の出演者のようにシーズン10の最終回まで一切ゲスト出演することはなかったが、2003年のスペシャル番組『Beverly Hills, 90210: 10 Year High School Reunion』でゲスト出演を果たし、新ビバリーヒルズ青春白書やビバリーヒルズ再会白書にも出演するなど晩年は共演者との関係は修復されており、シャナンが2024年に死去した際は共演者がそれぞれに追悼のメッセージを発表した[6]。
- ルーク・ペリー演じるディランは、日本ではバンド、ホフディランのCDジャケットに起用されたり（曲中には吹替キャストの小杉十郎太のナレーションが収録されている）、芸人・なだぎ武のモノマネの定番ディラン&キャサリンとなるなど、パロディのネタにされる機会が比較的多いキャラクターである。
- ルークはシーズン6の中盤で降板したが、しかしシーズン9、10ではスペシャルゲスト（実質メインキャスト扱い）として復帰した（ジェイソン・プリーストリーが降板したためのテコ入れだった。復帰には破格の条件が提示されたという）。
- アンドレア役のガブリエルの番組開始当時の実年齢は29歳で、同い歳の高校生を演じる共演者の中では最年長である。また本人も双子であることから、当初はブレンダ役を希望してオーディションを受けていた。
- ドナを演じた演じるトリ・スペリングはこのドラマの制作会社の社長アーロン・スペリングの娘である。そのためか、ドラマ当初は脇役として設定されたドナ役は、シリーズを追うごとに、主役級の扱いになっていった。
- バレリーを演じた演じたティファニー・アンバー・ティッセンはプライベートでもデビッド役のブライアン・オースティン・グリーンと婚約までしたが、破局した。ティファニーは本作に出演する前、『Saved by the Bell』というシットコムにKelly Kapowski役でレギュラー出演しており、同番組にブライアン・オースティン・グリーンが本人役でゲスト出演した際、「キャア!『90210』のブライアン・オースティン・グリーンよ!」とハシャぐシーンがあった。
- シャナンと入れ替わる形でティファニーが加入した当時、女性キャストのティファニーへの態度が悪かったことをティファニーが明かしている[7]。
- ノアを演じたヤングはプライベートでもドナ役のトリと交際していた。
- ジャネットを演じたリンゼイ・プライスはドイツ・アイルランド系アメリカ人と韓国人のハーフ。父役はジェームズ・シゲタが演じ、母役はレスリー・イシイ(Leslie Ishii)が演じている。
- スティーブの腹違いの弟ライアン役を演じるランディ・スペリングはドナ・マーティン役を演じるトリ・スペリングの実弟でこのドラマの制作会社の社長アーロン・スペリングの息子である。